# Дубовик, Феодосий Исидорович
Феодо́сий Иси́дорович Дубови́к (укр. Феодосій Сидорович Дубовик; 1869, село Омельник, Кременчугский уезд Полтавской губернии, Российская империя (ныне — Полтавская область, Украина) — после 1917) — украинский крестьянин, депутат Государственной думы I созыва от Полтавской губернии.

## Биография
Родился 1869 года в селе Омельник, Кременчугского уезда Полтавской губернии, Российская империя (ныне — Полтавская область, Украина). Украинец. Десять лет был на военной службе, где научился грамоте. Занимался земледелием (1 десятина надельной земли). С началом русско-японской войны был призван из запаса в действующую армию и пробыл в ней два года.
В 1906 году был избран членом I Государственной думы от Полтавской губернии. Входил в группу беспартийных.
Дальнейшая судьба неизвестна.